# Det stora blå
Det stora blå (fransk originaltitel: Le Grand Bleu) är en romantisk dramafilm från 1988, i regi av Luc Besson. Den är baserad på den berömda fridykaren Jacques Mayols liv. Filmen är Luc Bessons första engelskspråkiga film.

## Rollista (i urval)
- Rosanna Arquette – Johana Baker
- Jean-Marc Barr – Jacques Mayol
- Jean Reno – Enzo Molinari
- Paul Shenar – Dr. Laurence
- Sergio Castellitto – Novelli
- Jean Bouise – Uncle Louis
- Marc Duret – Roberto
- Griffin Dunne – Duffy
- Andréas Voutsinas – Priest
- Valentina Vargas – Bonita
- Kimberly Beck – Sally

## Musik
- Kompositör: Éric Serra

| 1. The Big Blue Overture 2. Deep Blue Dream 3. Sailing To Death 4. Rescue In A Wreck 5. La Raya 6. Huacracocha 7. Water Works 8. Between The Sky-Scrapers 9. Remembering A Heartbeat 10. Spaghetti Del Mare | 11. Let Them Try 12. Synchronised Instant 13. Homo Delphinus 14. The Monastery Of Amorgos 15. Much Better Down There 16. Cruise Of The Dolphin T. 17. Second Dive 18. Leaving The World Behind 19. My Lady Blue |